# Stéfano Casiraghi
Stéfano Casiraghi (Como, 8 de septiembre de 1960 - Saint-Jean-Cap-Ferrat, 3 de octubre de 1990) fue un empresario y deportista italiano, casado desde 1983 y hasta su muerte con la princesa Carolina de Mónaco, hija primogénita del príncipe Raniero III y de Grace de Mónaco.

## Biografía
Hijo de Giancarlo Casiraghi (1924-1998) y Fernanda Biffi (1925-2024), Stéfano Casiraghi creció en la propiedad de la familia Casiraghi, Villa Cigogne, en Fino Mornasco. Tenía dos hermanos, Marco y Daniele (1956-2016) y una hermana, Rosalba. Stéfano Casiraghi, además de empresario, era deportista de alto riesgo en competiciones Off-Shore de embarcaciones de alta velocidad, afición que no era compartida del todo por su esposa. Casiraghi fue criticado por la prensa amarillista por su forma casual de vestirse, su afable espontaneidad y simpleza personal.

## Relación con Carolina de Mónaco
Conoció a Carolina de Mónaco en 1982 a través de unos amigos en común. Casiraghi era tres años menor que la princesa. Empezaron una relación. Habían coincidido en alguna ocasión y unos amigos comunes les juntaron un verano. Empezaron a quedar y para despistar a la prensa Carolina seguía quedando con su gran amigo Robertino Rossellini. Pasaron los meses y ella quedó embarazada, por lo que el compromiso y matrimonio tuvo que darse.

## Matrimonio e hijos

### Boda
El 29 de diciembre de 1983 contrajeron matrimonio civil en el Palacio del Príncipe de Mónaco. La relación con Casiraghi trajo estabilidad emocional a la princesa Carolina y un período de tranquila felicidad familiar; la cual fue una gran alegría para el príncipe Raniero III, quien aún guardaba luto por la muerte de su esposa, la princesa Grace de Mónaco.

### Hijos
- Andrea Casiraghi (nació el 8 de junio de 1984 en Mónaco)
- Carlota Casiraghi (nació el 3 de agosto de 1986 en Mónaco)
- Pierre Casiraghi (nació el 5 de septiembre de 1987 en Mónaco)

### Nietos
- Alexandre "Sacha" Andrea Stefano Casiraghi Santo Domingo, nacido el 21 de marzo de 2013 del matrimonio de su hijo Andrea con Tatiana Santo Domingo.
- Raphaël Elmaleh Casiraghi, nacido el 17 de diciembre de 2013 de la relación de su hija Carlota con Gad Elmaleh.
- India Julia Casiraghi Santo Domingo, nacida el 12 de abril de 2015 del matrimonio de su hijo Andrea con Tatiana Santo Domingo.
- Stefano Ercole Carlo Casiraghi Borromeo, nacido el 28 de febrero de 2017 del matrimonio de su hijo Pierre con la condesa Beatrice Borromeo.
- Maximilian Rainier Casiraghi Santo Domingo, nacido el 19 de abril de 2018 del matrimonio de su hijo Andrea con Tatiana Santo Domingo.
- Francesco Carlo Albert Casiraghi Borromeo, nacido el 21 de mayo de 2018 del matrimonio de su hijo Pierre con la condesa Beatrice Borromeo.
- Balthazar Rassam Casiraghi, nacido el 23 de octubre de 2018 de la relación de su hija Carlota con Dimitri Rassam.

## Muerte
Stéfano Casiraghi murió el 3 de octubre de 1990 en aguas de Montecarlo a bordo de su embarcación Pinot di Pinot, cuando participaba en el mundial de off-shore. Una ola inusitada provocó un vuelco violento de su embarcación. Patrice Innocenti, su copiloto, sobrevivió al accidente; pero Stéfano murió a los pocos minutos del incidente.
La noticia devastadora llegó a la princesa Carolina cuando esta asistía a un salón de belleza, y guardó luto por casi seis años. Asimismo, fue una gran pérdida para Raniero ya que consideraba a Stéfano una persona a la altura de su hija Carolina.